# Gretarbyfjärden
Gretarbyfjärden är en fjärd i Finland i landskapet Nyland, i den södra delen av landet, 100 km väster om huvudstaden Helsingfors.
Den ansluter till Gretarbyviken i söder, Vikstrandsviken i öster och Hölklötfjärden i nordväst.
Inlandsklimat råder i trakten. Årsmedeltemperaturen i trakten är 3 °C. Den varmaste månaden är juli, då medeltemperaturen är 18 °C, och den kallaste är januari, med −10 °C.